# Wegkreuz (Stralsbach, Von-Henneberg-Straße 45)

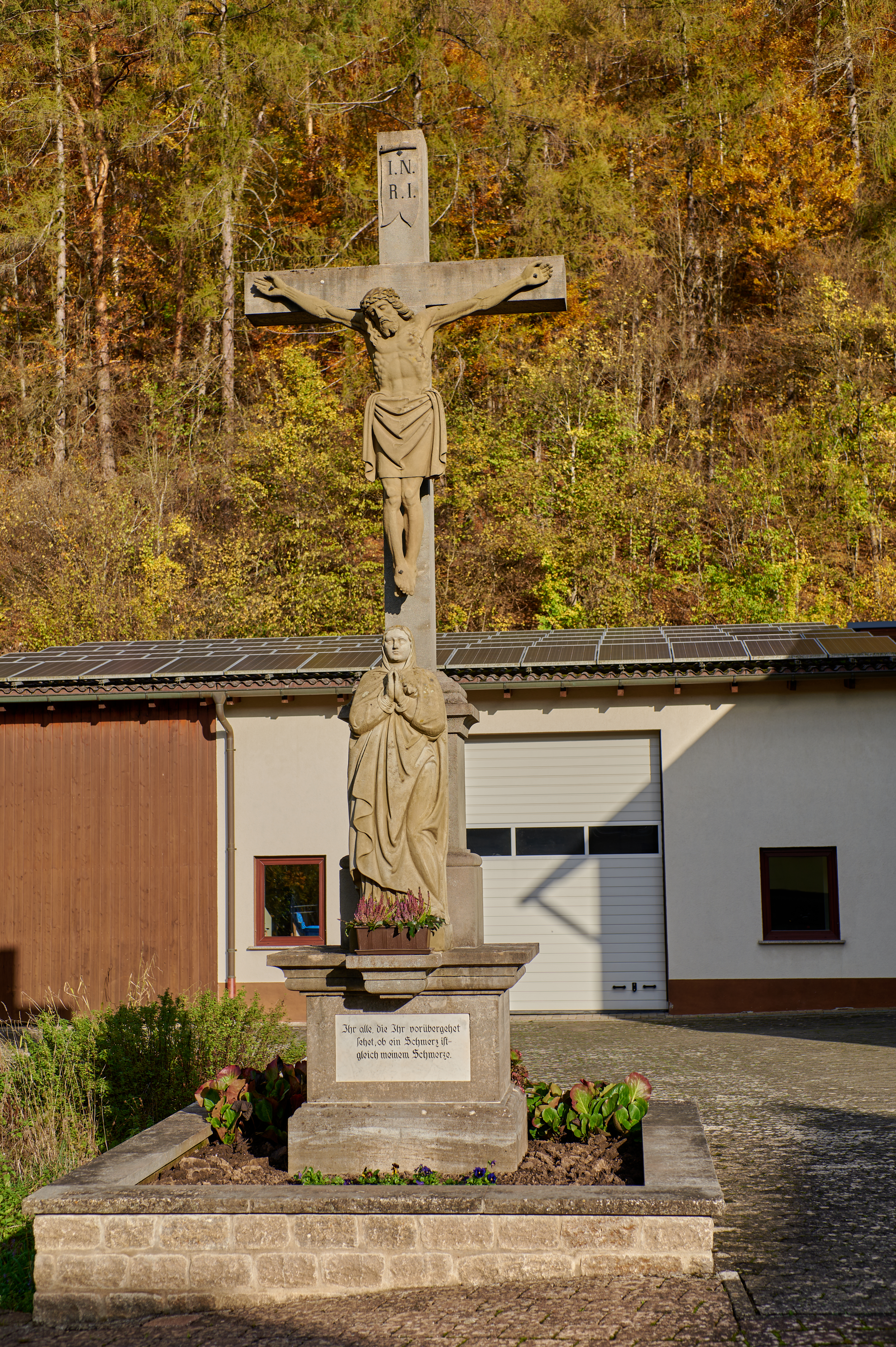
Wegkreuz in Stralsbach, Von-Henneberg-Straße 45

Das Wegkreuz Von-Henneberg-Straße 45 befindet sich in Stralsbach, einem Gemeindeteil des Marktes Burkardroth im unterfränkischen Landkreis Bad Kissingen in der Von-Henneberg-Straße 45 (früher bei Haus Nr. 20).
Das Wegkreuz gehört zu den Baudenkmälern von Burkardroth und ist unter der Nummer D-6-72-117-98 in der Bayerischen Denkmalliste registriert.

## Beschreibung
Das etwa 464 cm hohe Wegkreuz besteht aus rotem und weißen Sandstein, entstand im Jahr 1906 und wurde im Jahr 1964 renoviert.
Das Wegkreuz ist mehrteilig zusammengesetzt aus einem Sockel (5 Teile), einem Schaft, einem Querbalken, einem Inschriftträger, einem Korpus und einer darunter stehenden Marienfigur. In einer verzaunten Kleinanlage mit einer Größe von 3,30 m × 3,00 m befindet sich auf einer versenkten Basis ein Sockel aus einer 23 cm hohen Basisplatte mit einer Länge von 120 cm und einer Breite von 100 cm mit einem 58 cm hohen Sockelprisma mit einer Länge von 100 cm und einer Breite von 83 cm und einer prolifierten, 21 cm hohen Abschlussplatte mit vorkragendem Gesimse (Platte, Wulst, Platte, Kehle, Platte) und einer Breite von 105 cm und einer Tiefe von 102 cm. Darauf steht eine 154 cm hohe Marienplastik, die die Hände betend in die Höhe hebt.
Der Kreuzsockel I hat eine Höhe von 54 cm, eine Länge von 56,5 cm und eine Breite von 72 cm. Der Kreuzsockel II hat eine Höhe von 64 cm, eine Länge von 47,5 cm und eine Breite von 55 cm.
Der Kreuzschaft hat einen Querschnitt von 22/22 cm. Die Gesamthöhe des Kreuzsockels beträgt 150 cm. Die Kreuzhöhe beträgt 330 cm; die Querbalken sind jeweils 60 cm lang. Der etwa 60 cm hohe Inschriftzettel trägt eine INRI-Inschrift. Die Marienfigur steht auf einem 46 cm breiten und 23,5 cm tiefen, verkröpften Gesimsvorsprung. Die Inschrift auf der 70 cm × 38 cm großen Marmortafel an der Schauseite lautet:

„Ihr alle, die ihr hier vorübergeht,

seht, ob gleich ein Schmerz

sei meinem Schmerz“

Auf der Rückseite befindet sich folgende Inschrift in Fraktur:

„erbaut 1905

ren. 1964“

Wendelin Gundling und seine Frau stifteten das Wegkreuz aus Dank dafür, dass beim Bau des „Blumenhofes“ alles gut verlaufen ist. Das Kreuz wurde an Tochter Albertine Gundling vererbt, die Albin Schlereth heiratete. Rechtsnachfolger, in dessen Eigentum das Kreuz überging, wurde Walther Schlereth.